# Agamopus castaneus
Agamopus castaneus là một loài bọ cánh cứng trong họ Bọ hung (Scarabaeidae).